# Pîrlița, Ungheni
Pîrlița este satul de reședință al comunei cu același nume din raionul Ungheni, Republica Moldova. Prima mențiune documentară a acestei localități este dotată cu 14 octombrie 1490. Comunitatea  se  extinde  pe  o  suprafață  de  4050,3 ha. 

## Așezearea Geografică
Satul este amplasat la intersecția traseelor Chișinău – Ungheni, Chișinău – Bălți  la distanța de 15 km de la Ungheni, 60 km de la Balți și 90 km de Chișinău.

## Istoric
Începuturile;
14 octombrie 1490
Autorii Dicționarului enciclopedic moldovenesc, Chișinău, 1989, oferă ca dată de primă mențiune documentară a Pîrlițiului.
Cercetătorul VI. Nicu, în lucrarea sa „Localitațile Moldovei în documente și cărți vechi”, Chisinău, 1992, susține aceeași dată. 0 părere diferită prirnelor două emite D. Haidarlî, care prezintă că primă atestare a satului anul 1578.
Pentru primele două cazuri, în calitate de argument servește un document de la Ștefan cel Mare din 1490, octombrie 14, în care, printre mai multe proprietăți confirmate urmașilor fostului sfetnic domnesc al lui Alexandru ccl Bun, Stoian Procelnicul, figura și un sat Lăslăoanii la gura Hlabnicului (Vladnicului). Adepții acestei păreri consideră că Vladnicul din document, afluent al Prutului la Zagarancea, nu este altceva decât satul Pârliti, comițând astfel greșeala de a atribui localității numele râului care atinge moșia satului în partea de nord.
Nu vedem, prin urmare, aici nici un indiciu clar care ar face aluzie la numele satului, cât și la localizarea propriu-zisă a acestuia, astfel ca documentul din 14 octombrie 1490 nu poate servi ca dovadă probantă în aserțiunea susținătorilor săi.
Cea de a doua versiune ar părea sa fie mai aproape de căutările noastre, căci numele furnizat de sursa documentară din anul 1578 are ceva similitudine cu numele localității aflate în studiu, aceasta numindu-se sugestiv Pârliții Moghii, dar nici în cazul de față nu se conține vreun indiciu clar care ne-ar permite să afirmăm cu certitudine că toponimul în cauză este tocmai cel al Parlițiului Ungheniului, de vreme ce sate cu nume asemănătoare au existat în epoca medievală mai multe în Țara Moldovei: unul era, de exemplu, în ținutul Soroca, în 1639 , altul în ținutul Putna la 1685. Astfel ca și cea din urmă ipoteza este de neacceptat.
Desigur, ar fi mai mult decât extraordinar dacă fondarea localității ar fi fost consemnată de vreun document în mod special, dar lucrul acesta ține de domeniul probabilităților, căci asemenea cazuri s-au întâmplat foarte rar. De aceea, credem că mai rațional este identificarea sursei primare, în care numele satului apare redat în împrejurări ce nu generează dubii referitoare la recunoașterea identității localității. În lumina cercetărilor actuale, un astfel de document pentru Pîrlițiul Ungheniului este un ispisoc sârbesc dc la Vasile Lupu datat cu anul 1640, prin care domnitorul confirmă marelui spătar Vasile Spancioc satul ”Toderenii de la ținutul Iașului, de peste Prut, de pe Vladnic…, carele să hotărăște despre răsărit cu moșia Pârliți”. Astfel sunt prezente aici cel puțin două repere neîndoielnice, care arată că moșia Pârliții este tocmai ceea ce căutăm, satul Toderenii fiind Todireștiul de astăzi, iar Vladnicul  – râul pe care acesta se află amplasat.
Dar asta doar ca primă atestare documentară căci 1640 nicidecum nu poate fi considerat drept anul fondării localității, cum se poate crede greșit: un sat nu se constitute într-o zi. Cu siguranță, Pârlițiul are o vechime mai mare, iar anul primei sale mențiuni documentare nu vine decât să semnifice că așezarea, deja existentă la acel an, abia începe să intre în relațiile patrimoniale ale statului. Afirmația respectivă nu este fără temei, căci regiunea în care se află localitatea a fost populată intens din vechime. documentele înregistrând aici o abundență de sate situate chiar în vecinatatea localității înca în prima jumatate a secolului XV. De altfel, dintr-un zapis din 1671 desprindem existența unui ”uric bătrân” al aeestui sat, anterior suretului de la 1640, fapt care vine în sprijinul afirmațiilor noastre enunțate mai sus.
Despre numele satului
In fond, vârsta nu este cel mai relevant lucru în istoria unei așezări omenești, fapt asupra căruia se stăruie deseori. Important, mai degrabă, credem că este gradul cultural atins de comunitate la o anumită etapă a existenței sale, fapt care contribuie esențial la cristalizarea conștiinței de sine a indivizilor localității. Or câte sate cu vechime impresionantă astăzi nu au o identitate definitoare, de unde și noianul de probleme. mai ales de ordin spiritual, cu care se confruntă. Este tocmai subiectul celei de a doua probleme a articolului respectiv: numele localității.
Despre importanța toponimelor în istoria așezărilor s-a scris mult, astfel că este un fapt asupra căruia nu insistăm. Vom releva doar în treacăt faptul că denumirile localităților constituie, neîndoielnic, un element important al patrimoniului cultural național, ele fiind mărturii autentice ale istoriei și limbii strămoșilor noștri.
Ni se pare deosebit de important să reținem că în numeroase cazuri, îndeosebi ale satelor străvechi, formate în rezultatul descompunerii vechilor obști teritoriale, botezul, adică atribuirea numelor. a marcat una dintre etapele inițiale ale formării identității de comunitate. De acum încolo, el, numele. va continua să rămână pentru mult timp unul dintre elementele esențiale de manifestare a acestei conștiințe de sine.
În ceea ce privește numele satului Pârliți, va trebui să căutăm răspuns la câteva întrebări și anume: care este adevărată sa forma, cauzele denaturării sale contemporane și temeinicia argumentelor ce susțin o asemenea denaturare.
Pentru început, vom aminti că, deși afirmțiau zapisului din 14 ianuarie 1671, referitoare la numele originar al localității este destul de lapidară, totuși, trimiterea pe care o face documentul asupra denumirii anterioare este esențială, căci aceasta arată că satul ”Pârliților… se cheamă la uricul cel bătrân - Uricanii”. Prin urmare. iată de unde trebuie depănat firul căutării rădăcinilor așezării.
Trebuie observat că un sat cu numele Uricanii mai întâlnim în țin. Iași la 1617. Astăzi acesta se află în comuna Miroslava. Cauza care a putut sta la baza unui astfel de botez a fost, probabil, numele unei persoane cu o îndeletnicire intelectuală rară în Evul Mediu moldovenesc: uricarul adică scriitorul de acte domnești. numite și urice. Această versiune pare perfect verosimilă, de vreme ce documentele timpului înregistrează implicit existența unor asemenea indivizi, între care amintim numele cronicarului Axinte Uricarul.
Bineînțeles. apare întrebarea cauzei adoptării unui alt nume decât cel originar, cel actual – Pârliți. Firește că din cauza lipsei surselor scrise, despre proveniența acestuia nu putem emite decât ipoteze. Una ar fi un cataclism social, la care a fost supusă așezarea în Evul Mediu,  în mod concret arderea sa, pârjolirea în anumite circumstanțe, poate în urma numeroaselor năvăliri străine. Alta, care pare a fi una verosimilă și care s – a  putut datora acelorași cauze. definește starea socială a locuitorilor satului. De aceea lingvistul lorgu Iordan are perfectă dreptate când susține că: ”Pârliți este un toponim ce denotă o caracteristică a oamenilor” . Este o caracteristica care exprimă cu brio cunoscuta sintagmă populară cu care sunt numiți oamenii săraci, prăpădiți, adică pârliți. Cert este că apariția acestui nume a survenit în condiții sociale concrete, iar tradiția sa de autentic toponim românesc a rămas proprie satului, care l – a  purtat sub forma sa primară până spre mijlocul veacului al XlX-lea.
Astfel, după cum am putut deja constata în amintitul ispisoc de la 1640, satul apare menționat cu numele de Pârliți. Tot cu acest toponim – Pârliții – localitatea este înregistrată într-un zapis din 5 iunie 1667. Ion Neculce, cronicarul, își tocmea zapis la 14 ianuarie 1671, pentru partea ce avea în satul ”Pârliților”, iar in anul, 1704 iunie 19, soția vistiernicului Ursache, Alexandra, vindea satul pe nume ”Pârliții, pe apa Delii”. La rândul ei, jupâneasa Maria, zălogea, un an mai târziu, la 1 iunie 1720, satul Pârliții lui Constantin Ruset. Tot Pârliții, era numele moșiei într-o scrisoare din 21 aprilie 1763. Cu același nume –  Pârliții  – satul este înregistrat într-o hotarnică din 8 iulie 1783.  Într-o scrisoare a vistiernicului lordache Balș, datată cu 18 septembrie 1798, ginerele lui Constantin – Vodă  renunță să ia în stăpânire satul Pârliți, iar localitățile înconjurătoare se învecineau, potrivit unei hotarnice din 26 februarie 1806, cu moșia Pârliții. Boierul Ioan Străjescu era proprietarul moșiei Pârliți, când năzuia,  ”întru îndeplinirea datoriei creștinești”, să rîdiece aici, la 1814, o biserică din lemn. Același nume – Pârliții apărea si într-un schimb pentru satul Busnăuțiț ținutul Hotin, dintre Străjescu și vistiernicul Iordache Balș. În fine, mai vedem numele localității intact: Pârliții Karastati și Pârliții răzășești, în cadrul recensământului din anul 1835.
Acestea sunt doar câteva surse documentare. Și cele mai vechi, referitoare la trecutul satului în cauză pe o durată de două secole, în care se conține forma originară a numelui Pârliți, încă nesupusă alterației lingvistice sau influențelor străine.
Schimbarea spre formă actuală de Pârlița s-a produs către mijlocul veacului al XlX-lea și s-a datorat anexării Moldovei dintre Prut Nistru la Imperiul Rus în anul 1812. Deja la recensământul populației din 1859 satul apărea cu numele Pârlța. Astfel figura și la recensământele din 1870 și 1875. La cel din anul 1897 această formă devenise constantă. În anii 1918 – 1940, lucrurile sau redresat oarecum, dovadă fiind numeroasele documente în care redactarea numelui se face conform celui originar. După 1944 însa, noile autorități, ghidate de politica înlăturării elementului național din limba și cultura autohtonilor, au revenit la practica secolului XIX, impunând în documentele de cancelarie, și prin asta uzului vorbirii curente, varianta denumirii denaturate –  Pârlița. Mai mult, când în 1989, lucrurile păreau să aibă șansa a fi reparate, dinpotrivă, acestea au fost legiferate. forma actuala fiind introdusa de către savanții de la Academia de Știinje în ”Formularul numelor de localități ale Moldovei”, sursă careia i s-a adaugat în anul 1990 „Dictionarul ortografic”, motivându – se  un asemenea pas printr – o  așa – zisă  evoluție a normelor limbii, situație care se păstrează și astăzi, ca dovadă că în Moldova viața absurdităților poate fi lungă, chiar la nivelul mediilor științifice.
În anul 1817 în localitate a fost ridicată o biserică de lemn cu hramul „Sf. Ioan Botezătorul”.
În timpul celui de-al Doilea Război Mondial o parte din IAP-55 s-a aflat la Pîrlița, pe baza aeriană avansată a aerodromului militar Bălți din Singureni.

## Demografie
În sat locuiesc 4.474 de oameni, dintre care 2.185 bărbați și 2.289 femei. 
Densitatea  populației este  de 150 locuitori/ km2.

## Economie
În  localitate  activează  77 agenți economici (2016)
| Agenți economici                                       | 2012 | 2013 | 2014 | 2015 | 2016 |
| Întreprinderi cu drept de persoane fizice, inclusiv:   | 33   | 33   | 33   | 33   | 33   |
| – întreprinderi individuale                            | 23   | 23   | 23   | 23   | 23   |
| – deținători de patente                                | 10   | 10   | 10   | 10   | 10   |
| Întreprinderi cu drept de persoane juridice, inclusiv: | 43   | 43   | 43   | 43   | 43   |
| – întreprinderi de stat                                | 7    | 7    | 7    | 7    | 8    |
| – societăți pe acțiuni                                 | 9    | 9    | 9    | 9    | 9    |
| – societăți cu răspundere limitată                     | 24   | 24   | 24   | 24   | 24   |
| – cooperative                                          | 3    | 3    | 3    | 3    | 3    |
| Total:                                                 | 76   | 76   | 76   | 76   | 77   |

## Infrastructura locală
Conform informației din 2016:
În  localitate sunt 1703 case și gospodării cu o suprafață  totală  de  270  ha.
Apă și canalizare
Există conductă de apă tehnică de care beneficiază 1698 gospodării, liceul, gimnaziul, grădinița. 175 de fântâni sunt în stare bună.
Electricitatea
În prezent se lucrează la schimbarea tuturor rețelele electrice – este  la etapa de finisare.
Asigurarea cu gaze naturale
La sistemul de gaze naturale sunt conectate: Centrul de sănătate, LT „Alexei  Mateevici” și 225 de gospodării individuale (13% din numărul total de case).
Rețeaua de drumuri
Drumurile în satul Pîrlița sunt asfaltate și în varianta albă.

## Societate
La Pîrlița funcționează un muzeu al tradiției populare locale, numit și „Muzeul viu de la Pîrlița”. În incinta acestuia, muzeografii demonstrează „pe viu” cum se prepara hrana în trecut, cum se țesea și alte activități. Și un muzeu de tehnică agricolă, din diferite decenii. 

## Personalități

### Născuți în Pîrlița
- Iakov Iakir (1908–1980), scriitor, jurnalist și traducător moldovean și israelian de limbă idiș
- Ion Casian (n. 1953), politician și jurist
- Mihai Godea (n. 1974), politician, fost deputat în parlamentul Republicii Moldova
- Victor Ciobanu (n. 1984), politician